# 오사카부 제1구
오사카부 제1구(大阪府 第1区)는 일본의 중의원 선거구이다. 1994년 공직선거법으로 신설되었다.
오사카부의 중심지로써 오사카 부청이 있어서 간사이 지방의 핵심이기도 하다.

## 지역
- 오사카시
  - 니시구
  - 미나토구
  - 주오구
  - 덴노지구
  - 나니와구
  - 히가시나리구

## 역대 중의원 의원
- 주마 고키 (소속정당: 자유민주당, 임기: 1996년 ~ 2009년)
- 구마다 아쓰시 (소속정당: 민주당, 임기: 2009년 ~ 2012년)
- 이노우에 히데타카 (소속정당: 일본유신회 → 유신당 → 일본유신회. 임기: 2012년 ~ 현재)
- 오니시 히로유키 (소속정당: 자유민주당, 임기: 2014년 ~ 현재)